# Chiaravagna
Il Chiaravagna è un torrente che nasce sulle alture del quartiere genovese di Sestri Ponente in località Serre di Panigaro, nella frazione di Panigaro, dall'unione di due rivi minori: il rio Cassinelle (nome della località dove si trova l'omonima abbazia ed il rio Bianchetta.  Fino al 1923 segnava il confine tra il comune di Borzoli e quelli di Sestri Ponente e di San Giovanni Battista.

## Idronimo
Il nome del torrente si pensa derivi dal termine Claravania, parola che si usava un tempo per indicare torrenti con acque chiare.

## Caratteristiche
Il suo bacino idrografico, comprendente gli affluenti, ha una superficie di circa 11 km², mentre la sua asta principale ha una lunghezza di circa 3,3 km.
L'estensione totale del bacino del Chiaravagna, confinante ad est con quello del torrente Polcevera e ad ovest con quello del Varenna, è per circa metà della lunghezza compresa nel percorso dei due affluenti iniziali (che provengono entrambi da valli estese poco meno di 4 km): il rio Cassinelle, che nasce dal bric Pria Scugente e dalla cresta che porta alla Rocca dei Corvi (nota anticamente come monte Ramazzo), a sinistra, e il rio Bianchetta, che nasce dalle pendici dei monti Figogna, Contessa e Gazzo, a destra. La superficie drenata dei due rivi è rispettivamente di circa 3,32 km² e circa 3,27 km².
Prima della confluenza che dà vita al Chiaravagna il rio Bianchetta riceve come affluenti il canale del Griso e del rio dei Santi, mentre il Cassinelle riceve i contributi del rio Timone e del fosso Cassinelle. Le fonti che davano vita al Cassinelle si trovano ora sul fondo della vallata che, tra il 1968 e il 1995, è stata adibita a discarica (Scarpino 1).
La vallata del Chiaravagna, ricca di mulini adibiti alla macinazione delle granaglie, dei quali oggi solo uno è ancora esistente, è stata stravolta dall'attività estrattiva del monte Gazzo e dalla presenza della grande discarica di rifiuti di monte Scarpino, il cui percolato filtrava nel rio Cassinelle a causa della non impermeabilizzazione del fondo all'epoca della realizzazione della prima parte della discarica. Tutto ciò lo aveva portato, negli anni '70, ad essere uno dei corsi d'acqua più inquinati d'Italia.
La parte finale del torrente è parzialmente coperta e a poche decine di metri dalla foce si ha la confluenza del torrente Ruscarolo. In corrispondenza della passerella di via Vittorio Leonardi (negli anni '90 distrutta durante un nubifragio e poi ricostruita) l'alveo del torrente presenta un forte restringimento, a causa delle costruzioni adiacenti a questo, passando da una larghezza di 40 m ad una di meno di 20 m. Nella zona della foce sono presenti l'Aeroporto Cristoforo Colombo e l'area residenziale e commerciale del quartiere della Marina di Sestri Ponente.

## Le esondazioni
Il torrente è straripato due volte:
- la prima durante l'alluvione genovese del 7-8 ottobre 1970
- la seconda il 4 ottobre 2010 quando ha causato la morte di una persona, oltre che allagare il quartiere con danni per milioni di euro.

Ritenuto tra i responsabili delle esondazione del torrente era il palazzo di via Giotto 15, costruito nel 1953 proprio a cavallo dell'alveo, le cui fondamenta rappresentano una notevole ostruzione al deflusso specialmente durante le piene. Nonostante ne sia stata decisa la demolizione già nel 1992, a causa della vertenza tra i condomini dell'immobile e le istituzioni i lavori di abbattimento sono iniziati solamente alla fine del 2012. A metà marzo 2013 è terminata la demolizione del caseggiato. La successiva fase consiste nella rimozione dei piloni che lo sorreggevano ed il rifacimento del ponte stradale.